# Bogen (Evenes)
Bogen este o localitate din comuna Evenes, provincia Nordland, Norvegia, cu o suprafață de 0,54 km² și o populație de 363 locuitori (2013).